# Franz de Paula Gundaccar II. von Colloredo-Mannsfeld

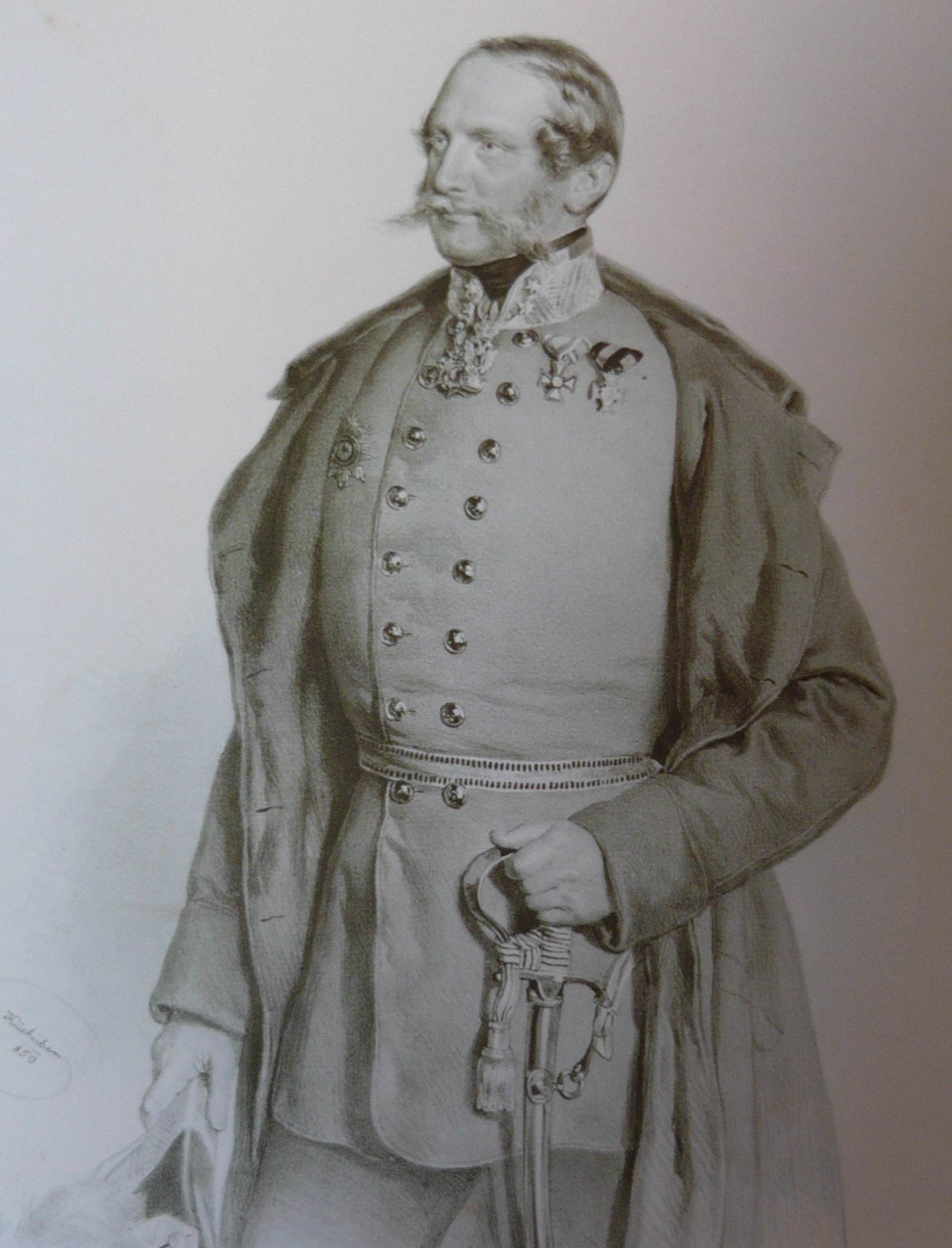
Colloredo-Mannsfeld altábornagy

Franz de Paula Gundaccar II. von Colloredo-Mannsfeld (Bécs, 1802. november 8. – Gräfenberg, 1852. május 28.) osztrák altábornagy.

## Élete
Osztrák katonafamília sarjaként született. Apja, Hyeronimus altábornagyként szolgált a napóleoni háborúkban. 1824-ben hadapródként lépett be a császári-királyi hadseregbe 57. gyalogezredébe. Innen több más alakulat után az 1. vadászzászlóaljhoz került, ahol századosként szolgált. 1825-ben vette feleségül Christine Grafin von Clam-Gallas-t. 1834-ben lett a 11. gyalogezred őrnagya, 1838-ban alezredese, majd még ez év júliusában ezredese.
1848-ban léptették elő vezérőrnaggyá, s egyben kinevezték a trieszti dandár parancsnokává, majd rövidesen a csehországi Theresienstadt parancsnokává.  1848 júniusában az erőd helyőrségének nagy részével részt vett a prágai forradalom leverésében. 1848 decemberében Windisch-Grätz főseregének soraiban dandárparancsnokként harcolt Bécs ostrománál. A város bevétele után a Magyarország ellen készülő II. hadtest dandárparancsnoka lett. December 17-én lépte át a Morva folyót. 1849 januárjában Csorich altábornagy parancsnoksága alatt a Görgey elleni felvidéki hadműveletekben harcolt. 1849 február közepén dandárjával részt vett a Windisch-Grätz vezette támadásban, így a február 26-27-i kápolnai csatában is. Itteni teljesítményéért kapta meg a Vaskorona-rend II. osztályát. Március elején Egerfarmosnál harcolt.
A tavaszi hadjárat első szakaszában nem került tűzbe. Pest-Buda kiürítése után Tatán át Győr felé vonult vissza. Az április 26-i komáromi csatában Csorich altábornagy megérkeztéig ő vezette az császári ostromsereg és a II. hadtest csapatait, majd a csata után ő fedezte a Győr felé visszavonuló csapatokat.  A tavaszi hadjárat után altábornaggyá léptették elő és hadosztályparancsnoki beosztást kapott a II. hadtestben. Ezt követően hadosztályával a Csallóközben állomásozott, s több összecsapásban vett részt a komáromi várőrséggel szemeben. Haynau  főseregének elvonulása után a II. hadtest többi csapataival Komárom alatt maradt. Klapka augusztus 3-i kitörése alkalmával ő vezette a császári csapatokat, a magyar túlerő ellen viszonylagos sikerrel, hiszen csapatai nagy veszteségek árán, de megmenekültek. Komárom újabb körülzárása alkalmán ismét a Csallóközben állomásozott.
1850-ben a II. hadtest parancsnoka, egyben a 36. gyalogezred ezredtulajdonosa lett. 1852. május 29-én Gräfenbergben halt meg.